# Четырёхглазая рыба-бабочка
Четырёхглазая рыба-бабочка, или четырёхглазый щетинозуб, или хетодон (лат. Chaetodon capistratus) — вид морских лучепёрых рыб из семейства щетинозубых (Chaetodontidae).
Четырёхглазая рыба-бабочка имеет сплющенное по бокам тело. У основания хвоста имеется окаймлённое белым цветом чёрное пятно. Это «глазное пятно» является защитным приспособлением от зрительно ориентирующихся врагов. Хищные рыбы часто фокусируются во время преследования своей добычи на их глазах и таким образом вводятся в заблуждение, неправильно принимая во внимание направление их бегства. У мальков длиной до 3-х см имеется ещё одно дополнительное «глазное пятно» в задней области спинного плавника и 3 вертикальные полосы на теле. При этом чёрная полоса, которая тускнеет у взрослой особи, маскирует глаз. Две другие полосы шире и скорее коричневого цвета.
Рыба достигает длины до 15 см, но чаще — до 10 см. Она живёт на глубинах от 1 до 20 м в Карибском море, Мексиканском заливе и на восточном побережье Соединенных Штатов, доходя на север до Массачусетса. В Карибском море и на островах Вест-Индии это самая частая рыба своего семейства. Молодь почти всегда живёт в небольших группах, взрослые рыбы — парами.
Рыбы питаются водорослями, многощетинковыми червями, асцидиями, роговыми и другими кораллами.
На рыбах-бабочках обнаружены питающиеся их кровью молодые особи равноногих рачков Gnathia marleyi.
|  |  |